# Andrzej Widomski
Andrzej Widomski (ur. 6 lutego 2003) – polski piłkarz ręczny występujący na pozycji prawego rozegrania. W 2022 roku zadebiutował w reprezentacji Polski w piłce ręcznej mężczyzn. Od sezonu 2025/26 występować będzie macedońskim zespole RK Eurofarm Pelister.